# Pristimantis rhabdolaemus
Espèce
Synonymes
- Eleutherodactylus rhabdolaemus Duellman, 1978

Statut de conservation UICN

 LC  : Préoccupation mineure
Pristimantis rhabdolaemus est une espèce d'amphibiens de la famille des Craugastoridae.

## Répartition
Cette espèce est endémique du Pérou. Elle se rencontre dans les régions de Cuzco, d'Ayacucho et d'Apurímac entre 1 000 et 2 650 m d'altitude sur le versant Est de la cordillère des Andes.
Les spécimens de Bolivie qui étaient attribués à cette espèce sont maintenant rattachés Pristimantis pharangobates.

## Publication originale
- Duellman, 1978 : Two new species of Eleutherodactylus (Anura: Leptodactylidae) from the Peruvian Andes. Transactions of the Kansas Academy of Science, vol. 81, no 1, p. 65-71.